# Иновце
Иновце (слч. Inovce) насељено је мјесто са административним статусом сеоске општине (слч. obec) у округу Собранце, у Кошичком крају, Словачка Република.

## Становништво
| Година:    | 1994. | 2004.    | 2014.   | 2024.    |
| ---------- | ----- | -------- | ------- | -------- |
| Број људи: | 280   | 235      | 212     | 189      |
| Разлика:   |       | -16,07 % | -9,78 % | -10,84 % |

| Година:    | 2023. | 2024. |
| ---------- | ----- | ----- |
| Број људи: | 189   | 189   |
| Разлика:   |       | +0 %  |

Према подацима о броју становника из 2024. године насеље је имало 189 становника.